# 王子電気軌道200形電車
王子電気軌道200形電車（おうじでんききどう200がたでんしゃ）は、現在の都電荒川線に相当する路線を運営していた王子電気軌道（王電）で使用されていた路面電車車輛。

## 概要
1927年（昭和2年）から23両製造された、王子電気軌道初の半鋼鉄製高床式ボギー車。これまでの木造ボギー車300形（後の都電120形）・400形（後の都電100形）よりも番号が若いのは、製造年の元号表記での下一桁から取ったためである。
※300形は1924年（大正13年）、400形は1925年（大正14年）製。
1942年（昭和17年）、王電の東京電への統合時に、製造メーカーやそれに由来する外観細部の相違により150形・160形・170形の3形式に改番された。
王電から市電、都電となってからも150形・160形・170形は終始荒川車庫に配置され、旧王電路線の27･32系統以外の路線を走ることはなかった。また、戦災焼失車を1両も出すことなく戦後を迎えた。

## 150形
151～157の7輛在籍。元は田中車輛製の201～207。1946年（昭和21年）6月27日付けで154が川崎市電に譲渡され（書類上は下記の163だが、実車は154）、1948年（昭和23年）の改番で155～157を154～156 (2代)にした上、160形163を157 (2代)として編入している。
1950年（昭和25年）に157 (2代)が、1952年（昭和27年）には他の6輛も3000形への改造種車となり、電装品など主要な機器を供出し廃車となった。その後、抜け殻となった車体はすべて各社に譲渡され新たに下回りを得て活躍した。江ノ島鎌倉観光には3輌が譲渡され、うち1台は納涼電車だった112号の車体更新に用いられ、154・155 (2代)のものは113・114 (2代)となった。また3輛が秋田市電に譲渡され新車名義の33～35に、1輌は羽後交通雄勝線のデハ5となっている。
なお、江ノ島鎌倉観光に譲渡された154・155 (2代)の車体は数回の改造を経て、連接車300形301編成となり、1992年まで活躍した。

## 160形
161～168の8輛在籍。元は日本車輌製の208～215。引き継ぎ当初から事故休車であった163が川崎市電に譲渡された（実際は上述の通り譲渡されたのは150形154）。1948年の改番では163が150形に編入され157 (2代)に、168が163 (2代)となっている。1955年（昭和30年）～1956年（昭和31年）の間に外板改修を行ったが、1967年（昭和42年）～1968年の間に全車廃車となった。
なお、160形からは3000形への種車となった車輛は出ていない（163 (初代)→157 (2代)を除く）。

## 170形
171～178の8輛在籍。元は川崎車輛製の216～223。1946年に176が川崎市電に譲渡された。1948年の改番では、178が176 (2代)に改番されている。
1953年（昭和28年）、174・177が3000形への改造種車にされ、174の車体が江ノ島鎌倉観光に譲渡されて200形202となった。それ以外の5輛は1956年～1957年（昭和32年）に外板改修を行ったが、1967年～1968年の間に全車廃車となった。

## 保存車両
175号が、栃木県宇都宮市にある三和テッキ宇都宮事業所内にて屋根付きで静態保存された。（見学要予約）2008年頃に大規模な修復がされ、かつての外観を取り戻した。

## 基本データ
- 軌間：1372mm
- 全長：11,888mm（150形）、11,886mm（160形）、11,887mm（170形）
- 全幅：2,337mm
- 全高：3,555mm（150形）、3,580mm（160形）、3,607mm（170形）
- 定員：86名（座席20名）
- 自重：18.3t
  - 江本廣一『都電車両総覧』大正出版、1999年、174-175頁